# 蓬泰科尔沃
蓬泰科尔沃（義大利語：Pontecorvo），是意大利弗罗西诺内省的一个市镇。总面积88.23平方公里，人口13337人，人口密度151.2人/平方公里（2009年）。ISTAT代码为060056。